# 邕宁区
邕宁区是中国广西壮族自治区南宁市所辖的一个市辖区，位于南宁市东南部，总面积1255平方公里。區人民政府駐蒲廟鎮紅星路18號。

## 历史沿革
东晋大兴元年（公元318年），设晋兴县，属晋兴郡。晋兴县的管辖范围是在今邕宁、武鸣、南宁等县市。
隋开皇十八年（598年），改晋兴县为宣化县，治所在今南宁城。属郁林郡。
唐武德四年（621年），初设南晋州，管辖宣化一县。
唐朝贞观六年（632年）南晋州改为邕州。
宋开宝五年（972年）至治平四年（1067年），邕州所辖诸县几经废省、合并、增划等，宣化县辖今邕宁、南宁等县（区）、市等地，至清代不变。
民国元年（1912年）废宣化县。次年设立南宁县，民国3年（1914年）南宁县改称邕宁县，治所在南宁城。
中华人民共和国成立后的1949年12月在南宁成立邕宁县人民政府。
2005年3月18日，南宁市调整部分行政区划，撤销邕宁县，成立南宁市邕宁区、良庆区、青秀区和江南区。

## 人口民族
根據第七次人口普查數據，截至2020年11月1日零時，邕寧區常住人口為332280人。

## 地理环境

### 地理位置
邕宁区地处南亚热带、北回归线以南，地理坐标介于东经108°25′～108°51′、北纬22°23′～22°45′之间。邕宁区北面与武鸣、宾阳接壤，东西分别与横县、扶绥相连，南面同钦州、灵山接连，是自治区首府南宁市的市辖区，在南宁市的东南面，区政府所在地蒲庙镇距离南宁市15公里。东西最大横距87.6公里，南北最大纵距88公里。 陆路距离沿海的北海市和防城港市仅100多公里。

## 气候
邕宁境内属南亚热带季风性气候，阳光热量丰富，降雨量适中，夏天较长，冬暖夏热，春夏天气湿度较大，秋冬较干燥，罕有冰雪记录。邕宁区在2005年到2009年的年平均气温22℃，年均降雨量1270毫米，年均蒸发量1610毫米，年均相对湿度80%，年均日照时数1690小时，年平均风速2．1米/秒，无霜期日数350～360天，极端最高气温39．5℃～40℃，极端最低气温1℃～2℃，年雷暴日数60～75天，春旱和秋旱发生在每年的3～4月和10～12月间，春旱、秋旱频率50～60天。另外每年的3~4月份会出现霉雨天气（回南天）。
| 邕寧(1991-2020)                                                                                             | 邕寧(1991-2020) | 邕寧(1991-2020) | 邕寧(1991-2020) | 邕寧(1991-2020) | 邕寧(1991-2020) | 邕寧(1991-2020) | 邕寧(1991-2020) | 邕寧(1991-2020) | 邕寧(1991-2020) | 邕寧(1991-2020) | 邕寧(1991-2020) | 邕寧(1991-2020) | 邕寧(1991-2020) |
| 月份 | 1月             | 2月             | 3月             | 4月             | 5月             | 6月             | 7月             | 8月             | 9月             | 10月            | 11月            | 12月            | 全年            |
| --- | --------------- | --------------- | --------------- | --------------- | --------------- | --------------- | --------------- | --------------- | --------------- | --------------- | --------------- | --------------- | --------------- |
| 平均高温 °C（°F）                                                                                           | 17.3 (63.1)     | 19.2 (66.6)     | 21.8 (71.2)     | 27.2 (81.0)     | 30.9 (87.6)     | 32.3 (90.1)     | 32.9 (91.2)     | 33.1 (91.6)     | 32.2 (90.0)     | 29.1 (84.4)     | 24.9 (76.8)     | 20 (68)         | 26.7 (80.1)     |
| 日均气温 °C（°F）                                                                                           | 13.3 (55.9)     | 15.1 (59.2)     | 18 (64)         | 23 (73)         | 26.4 (79.5)     | 28.1 (82.6)     | 28.5 (83.3)     | 28.4 (83.1)     | 27.2 (81.0)     | 24.1 (75.4)     | 19.8 (67.6)     | 15.2 (59.4)     | 22.3 (72.0)     |
| 平均低温 °C（°F）                                                                                           | 10.7 (51.3)     | 12.5 (54.5)     | 15.4 (59.7)     | 20 (68)         | 23.3 (73.9)     | 25.3 (77.5)     | 25.7 (78.3)     | 25.5 (77.9)     | 24 (75)         | 20.7 (69.3)     | 16.4 (61.5)     | 12 (54)         | 19.3 (66.7)     |
| 平均降雨量 mm（）                                                                                           | 40.9 (1.61)     | 31 (1.2)        | 61 (2.4)        | 75.5 (2.97)     | 174.8 (6.88)    | 216.8 (8.54)    | 222.4 (8.76)    | 193.5 (7.62)    | 111.2 (4.38)    | 65.3 (2.57)     | 42.2 (1.66)     | 34.6 (1.36)     | 1,269.2 (49.95) |
| 来源：China Meteorological Administration (precipitation days, sun 1971–2000), all-time extreme temperature |                 |                 |                 |                 |                 |                 |                 |                 |                 |                 |                 |                 |                 |

### 地貌
邕宁区地貌以丘陵为主，平原和山地次之，辖区内有邕江和八尺江两条主要河流，并在邕宁区蒲庙镇汇合。

## 自然资源

### 动植物资源
邕宁区境内植物种类繁多，蕨类植物、裸子植物和被子植物是这里主要的植物类型。主要的乔木种类有松、桉、樟等，以马尾松、湿地松和桉树居多。地带植被为常绿灌木丛，森林植被则以马尾松、湿地松和桉树组成的人工林为主。经济果木种类有荔枝、龙眼、柑橘、芒果等热带和亚热带水果，另外扁桃和菠萝蜜等热带水果种类亦适合在此生长。珍稀植物有金花茶、苏木等。2009年，邕宁境内野生动物有100多种。

### 矿产资源
邕宁境内矿产资源种类多样，主要有铜矿、铅矿、锌矿、重晶石、石灰岩、泥岩、黏土、河砂等9种矿产资源，其中水泥用石灰岩是富矿，水泥制造业曾是邕宁经济的一大支柱产业。目前主要有石灰岩、泥岩、粘土、河砂几种矿产资源被开发利用。

### 水资源
邕宁区水资源充足，有大小河流溪涧共90多条，有2条地下河以及2个富水地段，建有新江镇英雄水库1座中型水库和21座小型水库。

## 经济
2019年邕宁区地区生产总值完成154.7亿元，按可比价格计算，同比增长6%，其中第一产业增加值完成33.65亿元，增长4.6%；第二产业完成40.65亿元，增长4.2%；第三产业完成80.4亿元，增长7.6%；财政收入保持高速增长。2019年邕宁区实现财政收入22.76亿元，增长32.6%；2019年邕宁区城镇居民人均可支配收入实现34652元，增长6.6%。

## 民俗文化和风土人情

### 民族和语言
邕宁区是多民族共存和少数民族聚居的地区，辖区内聚居的民族有壮族、汉族，散居的民族有瑶族、苗族、侗族、仫佬族、回族、满族、毛南族、京族、水族、彝族、水族、仡佬族、土家族、蒙古族、黎族等。截至2017年3月，邕宁区有32个民族，其中壮族占总人口93.68%，汉族占总人口5.9%，少数民族人口占总人口94.09%。
邕宁区居民的语言，主要有普通话、平话、壮语（土话）、白话（粤语邕浔片南宁话）4种，其中以壮语和白话为主。使用普通话的主要是党政机关、群众团体，企事业单位工作人员和学校等；而壮文主要使用在政府机构和企事业单位名称、牌匾等，这些名称和牌匾使用壮文、汉文两种文字。

### 传统文化与艺术
邕宁民间艺术丰富多彩，最为知名的是壮族八音，2013年邕宁区荣获中国民协授予的“中国八音文化之乡”称号。除此之外，嘹啰山歌、抢花炮、舞春牛等风俗经久不衰，它们和邕宁壮族八音一起被列入自治区级非物质文化遗产名录。
每年的农历三月十二日，也就是蒲庙镇的开圩纪念日，邕宁区的蒲庙镇都会举行隆重的花婆节庆祝活动，纪念和缅怀花婆这位传说中的蒲庙建圩始祖。
每年的农历四月二十日，在邕宁区蒲庙镇孟莲村那莲街的北帝庙，会举办盛大的北帝庙会。

### 传统美食
生榨米粉：生榨米粉是邕宁区蒲庙镇的名小吃，它具有独特的微酸味，这种微酸是由于在加工米粉的过程中产生了一种能促进食物消化的酵母菌，在酵母菌的作用下形成的米粉本身的味道，这样的酸味也成了蒲庙生榨米粉与众不同的地方。
百济脆皮鸭：邕宁区百济乡一带盛产芝麻鸭，该鸭因体型较小而得名。百济柠檬芝麻鸭先炖熟，再切片，最后再加入柠檬、酸梅、白糖，酸中带香，风味独特。
脆皮扣肉：这种独特的扣肉在良庆邕宁一带十分流行，是在百斤左右生猪宰杀后取其五花腩制作，工艺、用料等十分讲究，口感皮脆肉嫩。
脆皮鸭脚：脆皮鸭脚是以香粉、精盐、鲜糖等为佐料，经芝麻香油烹炸而成，在邕宁区的“夜市”（宵夜摊点聚集的地方）中广受欢迎。
此外，邕宁传统特色美食还有芝麻饼、蒲庙年糕、捞鸭和蒲庙香粽等。

## 教育事业

### 小学
邕宁区城区截至2022年7月共设有小学15所，另外在各乡镇拥有中心小学和各村完小。
- 南宁市五象新区第三实验小学
- 南宁市民主路小学五象校区
- 邕宁区第一小学
- 邕宁区第二小学
- 邕宁区第二小学龙岗分校
- 邕宁区龙岗北小学
- 邕宁区江湾路小学
- 邕宁区第四小学
- 邕宁区和合小学
- 邕宁区永乐小学
- 邕宁区康岭路小学
- 邕宁区清泉小学
- 邕宁区龙岗小学
- 蒲庙镇中心学校
- 邕宁区蒲庙镇梁村小学

### 初级中学
邕宁区截至2022年7月共设有初级中学14所。
- 南宁市第四十一中学
- 邕宁区民族中学龙华西校区
- 邕宁区民族中学龙华东校区
- 邕宁区第二初级中学
- 邕宁区步云中学
- 邕宁区第三初级中学
- 邕宁区朝阳中学
- 邕宁区清泉中学
- 邕宁区新江中学
- 邕宁区百济中学
- 邕宁区百济镇初级中学
- 邕宁区那楼中学
- 邕宁区那楼镇第一初级中学
- 邕宁区中和中学

### 高级中学
邕宁区共有高级中学4所：南宁市邕宁高级中学、南宁市第四十一中学、南宁市第四十二中学、南宁市第四十三中学。

### 高等教育
南宁学院是邕宁区第一所也是唯一一所本科高等院校，南宁学院前身为1985年，中国国民党革命委员会广西壮族自治区委员会在广西邕宁县蒲庙镇创办的邕江大学，2012年11月23日，教育部正式下文批准邕江大学升格为本科高校并更名为南宁学院。

## 交通

### 公路
- 南宁绕城高速、 242国道、 324国道

## 风景名胜
邕宁区文化景点众多，有顶蛳山贝丘遗址、那莲古戏台、清代五圣宫、雷婆岭摩崖石刻等文化历史古迹，其中，顶蛳山贝丘遗址是目前广西境内保存面积最大、出土遗物、遗迹最丰富、最有代表性的新石器时代的贝丘遗址之一，被列为1997年全国十大考古新发现和国家大遗址展示中心之一，现为国家级文物保护单位。
邕宁区同样有着美丽的自然风光，拥有着蒲津公园、虾公岩、龟山半岛、清水泉、英雄水库和侧占岭等自然美景。

## 行政区划
邕宁区下辖5个镇：
蒲庙镇、那楼镇、新江镇、百济镇和中和镇。